# Ptilosphen insignis
Ptilosphen insignis är en tvåvingeart som beskrevs av Christian Rudolph Wilhelm Wiedemann 1830. Ptilosphen insignis ingår i släktet Ptilosphen och familjen skridflugor. Inga underarter finns listade i Catalogue of Life.